# Joseph Ignaz von Beroldingen

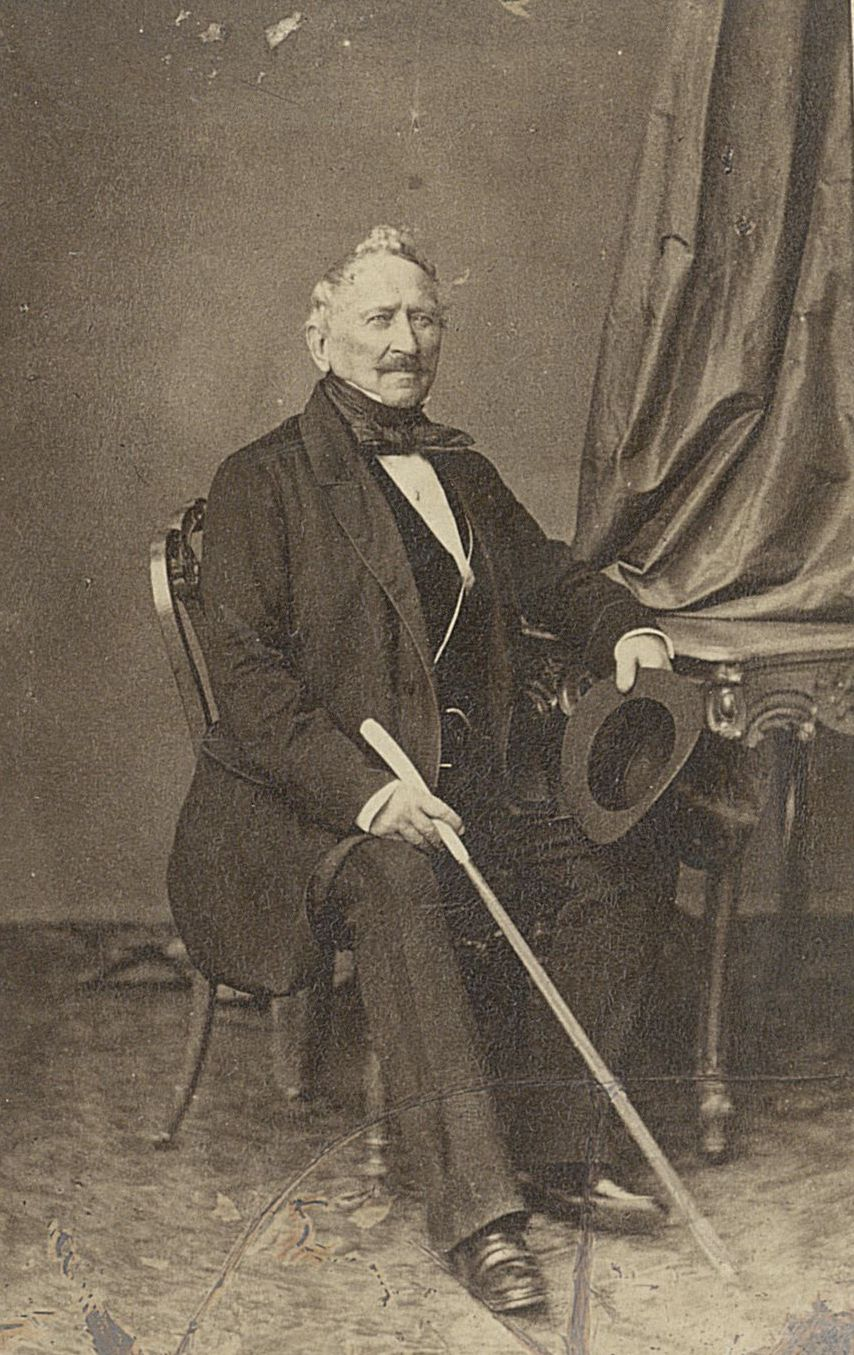
Joseph Ignaz von Beroldingen, fotografiert von Friedrich Brandseph

Joseph Ignaz Graf von Beroldingen (* 27. November 1780 in Ellwangen; † 24. Januar 1868 in Stuttgart) war ein deutscher Offizier und Diplomat im Dienste des Königs von Württemberg. 

## Leben
Joseph Ignaz von Beroldingen wurde von seinem Onkel, dem katholischen Domherrn Joseph Anton Siegmund von Beroldingen (1738–1816), in Speyer, Hildesheim und Wien erzogen. In Wien nahm er ein Jurastudium auf, ging dann aber ohne akademischen Abschluss zum österreichischen Militär. 1803 trat er in die Württembergische Armee ein und stieg dort im Laufe der Koalitionskriege bis zum Generalmajor auf. Am Russlandfeldzug beteiligte er sich als württembergischer Verbindungsoffizier im Hauptquartier Napoleons. Während der Befreiungskriege fungierte Beroldingen als Württembergs bevollmächtigter General im Hauptquartier der Koalition gegen Frankreich.
Von 1814 bis 1816 war Beroldingen württembergischer Gesandter in London. Von 1816 bis 1824 versah er diesen Dienst am russischen Hof in St. Petersburg. Am 2. Oktober 1823 wurde er als Nachfolger von Graf Heinrich Levin von Wintzingerode württembergischer Außenminister. Damit war er vom 2. Oktober 1823 bis 6. März 1848 Mitglied des Geheimen Rats. Von 1829 bis zu seinem Tode war Beroldingen zudem ernanntes Mitglied in der Ersten Kammer der Landstände. Während seiner Amtszeit als Außenminister pflegte Beroldingen hauptsächlich die Beziehungen zu den süddeutschen Staaten, insbesondere zum Königreich Bayern und zum Kaisertum Österreich. Er folgte den Vorgaben der Politik Metternichs, wenngleich deren ganze Strenge im Königreich Württemberg abgemildert wurde. Hier bemühte sich Beroldingen um eine auf innere Konsolidierung und wirtschaftliche Förderung gerichtete Politik, um die historisch und kulturell so unterschiedlichen Gebiete Alt- und Neuwürttembergs zu einem Staatswesen zusammenzuführen. Im Jahre 1828 kam es zum Abschluss des Zollvereins zwischen den Königreichen Bayern und Württemberg. Beroldingen führte auch die Verhandlungen zum 1834 erfolgten Beitritt in den Deutschen Zollverein. Aus den Konflikten zwischen der württembergischen Regierung und der liberalen Opposition in den Landständen hielt er sich weitgehend heraus. Deshalb konnte er sein Amt zunächst auch noch im Märzministerium unter der Leitung des Justizministers Friedrich von Römer behaupten, ging dann aber 1848 doch in den Ruhestand. Sein Domizil in Stuttgart blieb bis zu seinem Tode ein bevorzugter Treffpunkt der württembergischen Eliten und der am Hof in Stuttgart akkreditierten Diplomaten. 
Beroldingen war Ritter des Souveränen Malteserordens.

## Familie
Joseph Ignaz von Beroldingen war der Sohn des fürstlich ellwangischen Beamten und späteren württembergischen Diplomaten Paul Joseph von Beroldingen (1754–1831) und der Maria Josephine (1756–1801), Tochter des fürstlich ellwangischen Hofmarschalls Freiherr von Schwarzach. Die Familie Beroldingen entstammte einem seit dem 12. Jahrhundert in der Schweiz nachweisbaren Geschlecht, welches sein Stammschloss auf dem Seelisberg bei Altdorf im Kanton Uri hatte. 1521 wurde das Geschlecht in den Reichsadel immatrikuliert, 1623 in den Freiherrenstand und 1800 in den Grafenstand erhoben.

## Ehrungen
- 1809: Ritterkreuz des königlich-württembergischen Militärverdienstordens[1]
- 1814: Großkreuz des königlich-württembergischen Zivilverdienstordens
- 1825: Großkreuz des Ordens der Württembergischen Krone[2]
- 1830: Großkreuz des württembergischen Friedrichsordens.[3]
- 1834: Großkreuz des Hausordens vom Weißen Falken[4]
- 1838: Kaiserlich russischer Alexander-Newski-Orden[5]
- 1840: Großkreuz des Ordens vom Zähringer Löwen[6]
- Kommandeur der französischen Ehrenlegion
- Großkreuz des österreichisch-kaiserlichen Leopold-Ordens
- Großkreuz des königlich-hannoveranischen Guelphen-Ordens
- Ritterkreuz des bayerischen St. Hubertus-Ordens
- Ritterkreuz des preußischen Roten Adlerordens